# سيدي امجاهد (تالغزة)
سيدي امجاهد هو دُوَّار يقع بجماعة سيدي عبد الله الخياط، عمالة مكناس، جهة فاس مكناس في المملكة المغربية. ينتمي الدوّار لمشيخة تالغزة التي تضم 5 دواوير. يقدر عدد سكانه بـ 366 نسمة حسب الإحصاء الرسمي للسكان والسكنى لسنة 2004.

## روابط خارجية
- البوابة الوطنية للجماعات الترابية نسخة محفوظة 12 مارس 2018 على موقع واي باك مشين.
- المندوبية السامية للتخطيط